# Dzień Kijowa
Dzień Kijowa (ukr. День Києва) – coroczne święto poświęcone stolicy Ukrainy, Kijowa. Obchodzone jest od 1982 w ostatnią niedzielę maja.

## Historia
Tradycja obchodzenia Dnia Kijowa sięga 1982, kiedy to zorganizowano uroczystości z okazji 1500-lecia istnienia miasta. Od 1984 symbolem obchodów stały się ceremonie otwarcia odbywające się na Andrijewskim Zjeździe, znanym również z jarmarków artystycznych.
Oficjalnie święto zostało ustanowione w 1987 na ostatnią niedzielę maja. Pomimo tego, uroczystości trwają zazwyczaj kilka dni – rozpoczynają się 3–4 dni przed ostatnią niedzielą maja, która stanowi kulminację obchodów.

## Obchody
Z biegiem lat Dzień Kijowa rozwinął się w bogaty program wydarzeń kulturalnych, sportowych i społecznych. Wśród stałych elementów święta znajdują się:
- wyścigi rowerowe,
- festiwal latawców,
- otwarte regaty,
- zawody w piłce nożnej plażowej,
- jarmarki,
- koncerty artystów popowych na głównych placach miasta,
- występy zespołów dziecięcych i młodzieżowych[1][2].

Jedną z najbardziej rozpoznawalnych imprez towarzyszących świętu jest Bieg pod Kasztanami – akcja charytatywna ciesząca się dużym zainteresowaniem mieszkańców i gości.
Tradycyjnie, obchody kończyły się pokazem fajerwerków, który podkreślał uroczysty charakter wydarzenia.